# Castello di Tschanüff
Le rovine del castello di Tschanüff si trovano a Ramosch, nel comune di Valsot, Canton Grigioni (Svizzera).
Le imponenti rovine del castello si trovano sul versante orientale della Val Sinestra attraversata dal fiume Brancla (affluente dell'Inn) a ovest del centro abitato di Ramosch.
Chiamato un tempo castello di Ramosch dal XVI secolo il nome fu sostituito dal termine Tschanüff, casa nuova. 

## Storia
La storia delle varie fasi di costruzione di Tschanüff non è ricostruibile con esattezza senza indagini archeologiche approfondite. La fortezza fu forse ampliata da Nannes von Ramosch verso il 1250, integrando costruzioni già esistenti. Dopo conflitti famigliari divenne feudo di Ulrich von Matsch (1367) e, in seguito alla cosiddetta faida dei von Matsch, feudo austriaco (1421). 
Incendiata durante la guerra sveva (1499) dai detentori del pegno, fu subito ricostruita come centro amministrativo vescovile. Nel 1565 fu saccheggiata durante una sommossa popolare e mandata a fuoco; il tribunale censorio istituito di seguito obbligò i responsabili a ricostruirla. Durante i Torbidi grigionesi fu di nuovo incendiata da truppe glaronesi (1622) e in seguito riedificata solo sommariamente. Nel 1780 fu abbandonata a causa di scoscendimenti. Dal 2001 la Fundaziun Tschanüff si impegna per il consolidamento della rovina.

## Struttura
I numerosi resti del complesso sono composti da una fortezza principale e un'area fortificata esterna di cui si sono conservate parti della cinta muraria. Il nucleo della fortezza è formato dal mastio (anteriore al 1200) con ingresso elevato al terzo piano, dall'ala meridionale (XV secolo) con una costruzione trasversale e portale d'accesso e dal muro difensivo a ovest (1300 ca.), rinforzato verso il 1500 con un antemurale, a formare un baluardo a torre.